# Montana Rifle Company
Montana Rifle Company es una empresa estadounidense dedicada al diseño, fabricación y distribución de rifles de cacería, mecanismos de cerrojo y cañones, además de brindar servicios de armero . Actualmente, la empresa es propiedad de Grace Engineering Corp.

## Historia
Montana Arms Company fue fundada por el armero Keith Sipe en 1999, con el deseo de producir un mecanismo de cerrojo de alimentación controlada, de alta calidad, al c considerar que a los armeros les resultaba difícil adquirir este tipo de mecanismos. 
En 2007, la propiedad se transfirió al hijo de Sipe, Jeff Sipe, quien había trabajado para Kimber Manufacturing.
A principios de 2019, un grupo privado de inversionistas llamado Montana Outdoor Group adquirió Montana Rifle Company.
Para principios del 2020, Montana Rifle Company cesó sus operaciones. Un comunicado de prensa  del Montana Outdoor Group sobre el cierre del negocio indica que el grupo propietario buscará reestructurar las finanzas de la empresa y también buscará nuevos inversores para una inyección de capital en el negocio. El comunicado de prensa indica que hubo una fuerte demanda de rifles, pero que la empresa no pudo escalar a un nivel que pudiera satisfacer la demanda manteniendo su rentabilidad.
En enero de 2024, Grace Engineering adquirió Montana Rifle Company.

## Productos
Montana Rifle Company (MRC) ofreció sus mecanismo de cerrojo para rifle, cañones, mecanismos con cañón, y como rifles completos, además de servicios de armería, incluida la construcción de rifles personalizados.
Los mecanismos MRC combinan las características del Mauser Modelo 98 con los Winchester modelo 70 pre 64, con sistema de alimentación controlada estilo M-98 con montaje de cañón a acción M-98 (sin corte de cañón cónico). más un guardamonte de una sola pieza. El seguro es del estilo Winchester Modelo 70, al igual que el gatillo, no hay tornillo intermedio, como en el guardamonte del Pre-64. Las mecanismos MRC 1999 se manufacturaron en variaciones para diestros y zurdos en diferentes longitudes y diámetros para adaptarse a diferentes cartuchos. Son similares a las acciones Winchester Model 70 y se caracterizan por ser extremadamente fuertes.
Los rifles se basan en el mecanismo del modelo MRC 1999. Vienen en 3 modelos básicos: "Classic", "High Country" y "Tactical". Hay una variedad de culatas disponibles, desde nogal hasta sintéticos, así como una variedad de calibres, incluido el énfasis en cartuchos de caza peligrosos de gran calibre. Los escritores de armas describen los rifles como de alta calidad.
S produjeron cañones en más de 20 calibres con una variedad de contornos y acabados. La división de fabricación de cañones de MRC se vendió a Remington Arms, posteriormente Remington, y en liquidación vendió la mayoría de sus piezas.
MRC hizo una variante especial para los cartuchos Winchester Short Magnum (WSM) de longitud corta, sobredimensionada basada en su acción de 1999, ofrecida con números de serie personalizados. Los cajones de mecanismo fueron producidos por Sturm Ruger, la producción mecanizada por Smith and Wesson y el mecanizado final y luego terminado por MRC. El costo del pedido de preproducción de la acción SS fue de 350,00 dólares estadounidenses.
El mecanismo WSM le siguió la introducción del mecanismo Pro Hunter, una versión modernizada con parte superior cuadrada del legendario mecanismo Mauser, para adaptarse a las longitudes más largas y los diámetros de borde más grandes de algunos de los cartuchos de juegos peligrosos más grandes. El costo del pedido de preproducción de esta acción fue de US$500.00
En 2011, MRC presentó una nueva línea de rifles de producción, desarrollados con el mecanismo del del Modelo 1999, presentando culatas de madera o sintéticas y cañones y cajones de mecanismo pavonados o inoxidables.